# Toxostoma crissale
Toxostoma crissale е вид птица от семейство Mimidae.

## Разпространение
Видът е разпространен в Мексико и САЩ.